# Рали Япония
Рали Япония (Rally Japan) е автомобилно рали състезание, провеждано в околности на Сапоро; кръг от Световния рали шампионат на Международна автомобилна федерация през 2004 – 2008 и 2010 година.